# Worstnetwatje
Het worstnetwatje (Arcyria stipata) is een slijmzwam uit de familie Trichiidae. Het groeit in groepjes. Het leeft saprotroof op dood hout van naaldbomen- en struiken.

## Kenmerken

### Uiterlijke kenmerken
De sporocarpen zijn kort gesteeld, 1,5 tot 3 mm hoog en staan dicht op elkaar. Het hypothallus is donkerbruin en loopt door onder de hele groep. De steel is 0,1 tot 1,5 mm lang en donkerbruin van kleur.Het peridium is rood met lakglans.  Het plasmodium is eerst geel dan wit. Zodra het sporangium vormt krijgt is het roze. Het capillitium is op verschillende plaatsen bevestigd aan de kom en hieruit niet weg te blazen.

### Microscopische kenmerken
De sporen zijn bolvormig, bijna glad of met zeer fijne wratjes, lichtgeel tot bijna kleurloos en meten (6,7-) 7,3 (8,2 µm) in diameter. 

## Verspreiding
Het worstnetwatje is bekend uit Europa, Rusland, Ceylon, Noord-India, Nepal, Japan, VS en Canada. Het komt in Nederland matig algemeen voor.

## Foto's

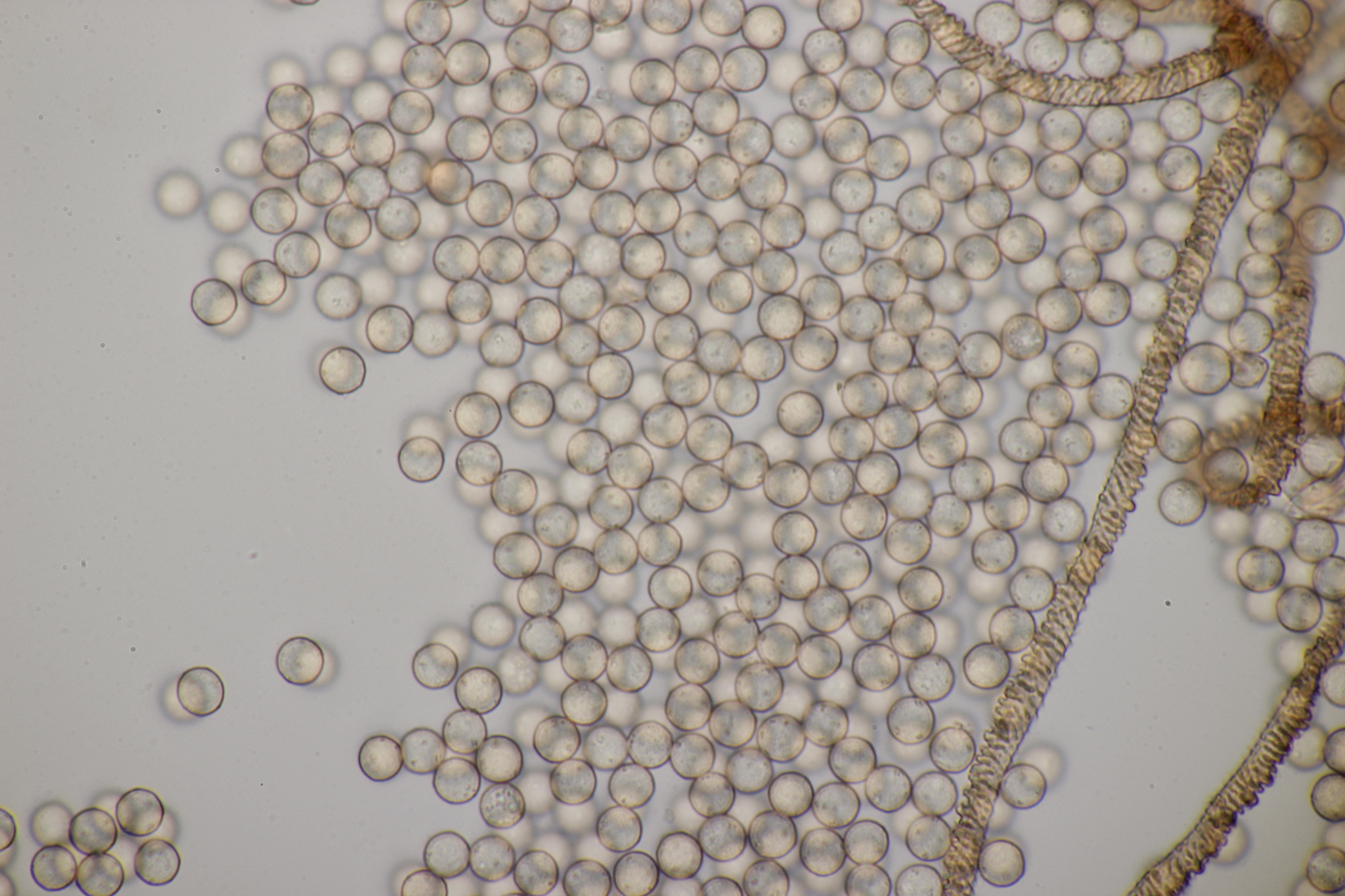
Sporen
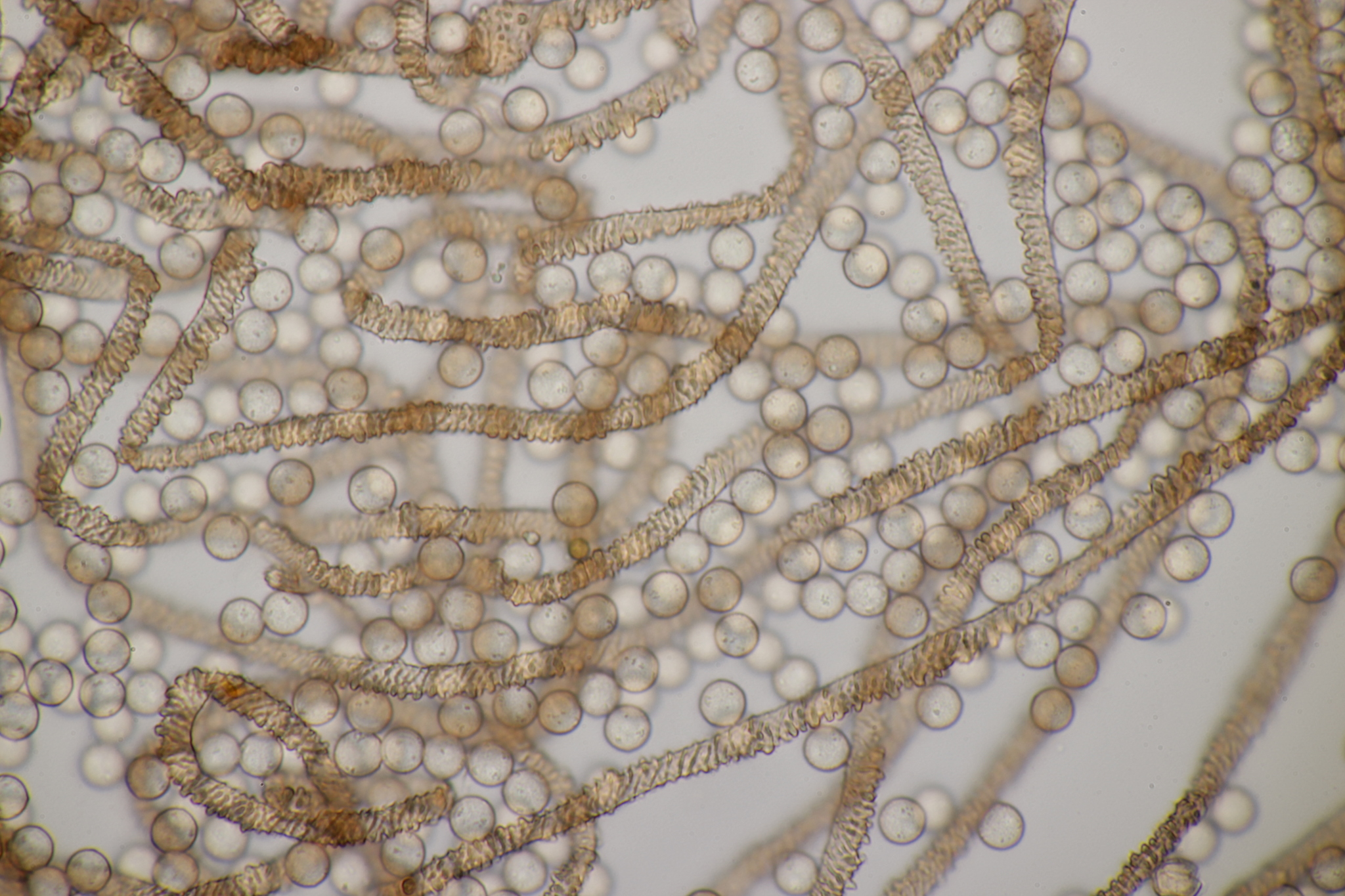
Sporen met capillitia
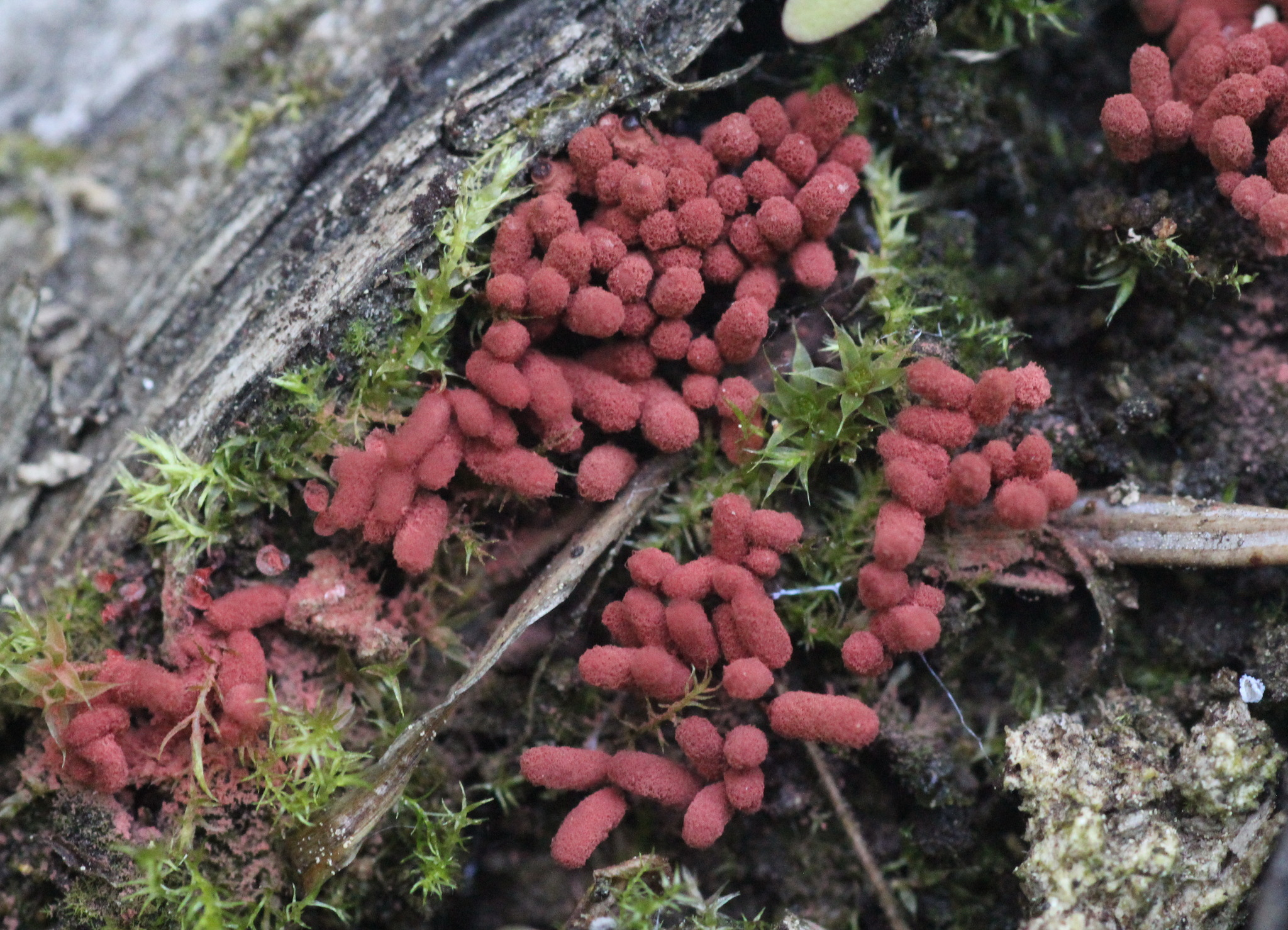
Sporangia